# RISAT-1
RISAT-1 (Radar Imaging Satellite)  est satellite d'observation de la Terre équipé d'un radar développé par l'agence spatiale indienne, l'ISRO, et lancé en 2012. Il s'agit du premier satellite de ce type développé par l'Inde. Ce satellite tous temps a pour mission de fournir des images des régions situées sous les nuages ou couvertes de neige de nuit comme de jour. La mission dont la durée devait être de 5 ans s'est achevée en février 2017 à la suite d'une défaillance d'origine inconnue.

## Caractéristiques techniques
Le satellite, d'une masse de 1 858 kg, dispose d'un radar à ouverture de synthèse opérant en bande C doté d'une antenne plane de 6 sur 2 mètres. Le satellite comprend deux ailes couvertes de panneaux solaires générant 2200 watts d'électricité stockée dans une batterie NiH2 de 70 A-h. Le satellite est stabilisé 3 axes à l'aide de roues de réaction, de moteurs fonctionnant à l'hydrazine et de magnéto-coupleurs. Le satellite a été lancé le 26 avril 2012 depuis le centre spatial Satish-Dhawan (sud de l'Inde) par un lanceur indien de type PSLV-XL (version lourde de ce type de lanceur) et s'est placé sur une orbite héliosynchrone de 536 km avec une inclinaison de 97°. La durée du cycle orbital est de 25 jours et l'orbite choisie est crépusculaire (passage au-dessus des terres à 6 h et 18 h). La durée prévue de la mission est de 5 ans.